# Sam McQuagg
Sam McQuagg (Columbus (Georgia), 11 november 1935 - ?, 3 januari 2009) was een Amerikaanse NASCAR Rookie van het Jaar bestuurder.
McQuagg werd in 1965 NASCAR Rookie of the Year, na het behalen van 5 top-10 wedstrijden. Hij was zijdelings betrokken bij een incident in een van de wildste NASCAR races ooit. McQuagg lag voorop in de toonaangevende Southern 500 van 1965 toen Cale Yarborough hem probeerde te passeren. Yarborough vloog daarbij over de vangrail, ging zes keer over de kop, en kwam aan het eind van de parkeerplaats tegen een paal tot stilstand. Yarborough zwaaide naar de menigte toen hij terug liep naar de pits. Een videoclip van het wrak werd meerdere jaren gebruikt op ABC's Wide World of Sports. De race werd uiteindelijk gewonnen met 14 ronden door Ned Jarrett.
Dodge had McQuagg's prestaties in zijn kleine Ford-team gemerkt en huurde hem voor hun fabrieksteam. Hij was de eerste bestuurder die een spoiler gebruikte. Hij gebruikte de spoiler om de Firecracker 400 op Daytona International Speedway te winnen. De finishvlag van het Firecracker 400 hangt nu bij zijn kleinzoon aan de muur. Zijn Dodge Charger werd gesponsord door een pas getrouwd Georgiaans paar. McQuagg was ook de eerste bestuurder van een camper in de garage van de Daytona racebaan.
In 1967 werd hij ingehuurd om te rijden voor Cotton Owens's Dodge. Hij reed 14 races voor het team, en eindigde driemaal in de top-5. In ronde 81 botste hij tegen een andere bestuurder in Darlington en hij vloog over de vangrail.
McQuagg vond het racen in de NASCAR te heftig worden en hij ging terug naar het racen op lokale circuits. Hij verliet de racewereld om een commercieel piloot te worden. Zijn laatste start kwam in de World 600 in 1974.
Hij overleed in 2009 op 73-jarige leeftijd aan longkanker. Hij en zijn vrouw Joy hadden kort daarvoor hun 54e trouwdag gevierd.